# Saglek Bay
Saglek Bay är en vik i Kanada.   Den ligger i provinsen Newfoundland och Labrador, i den östra delen av landet, 1 700 km nordost om huvudstaden Ottawa.
Trakten runt Saglek Bay är nära nog obefolkad, med mindre än två invånare per kvadratkilometer.